# Down St. Mary
Down St. Mary är en civil parish i Storbritannien.   Den ligger i grevskapet Devon och riksdelen England, i den södra delen av landet, 270 km väster om huvudstaden London. Antalet invånare är 316.